# خرارد فان ولده
خرارد فان ولده (انگلیسی: Gerard van Velde؛ زادهٔ ۳۰ نوامبر ۱۹۷۱) اسکیت‌باز سرعت اهل هلند بود.